# Sietas Typ 172
Der Typ 172 ist ein Container-Feederschiffstyp der Sietas-Werft in Hamburg-Neuenfelde. Von 2002 bis 2003 wurden acht Einheiten dieser Baureihe gefertigt.

## Geschichte
Der Schiffstyp wurde in den frühen 2000er-Jahren primär für den Zubringerverkehr in der Ostsee konzipiert. Die ersten zwei Schiffe der Serie orderten die niederländische Reederei Holwerda Shipmanagement B.V. aus Heerenveen und die Reederei Petra Heinrich KG aus Jork. Die anderen sechs Einheiten bestellte die Hamburger Peter Döhle Schiffahrts-KG, die für sie ursprünglich die Namen Amica, Athena, Avilia, Astra, Anisia und Aura vorgesehen hatte. Kurz nach der Auftragsvergabe trat Reederei Döhle den Bauvertrag für die Amica an die Danz & Tietjens Schiffahrtsgruppe aus Burg/Dithmarschen ab, wodurch der Neubau den Namen Frisia erhielt.  Die Reederei Gerd Bartels aus Neu Wulmstorf übernahm den Bauvertrag der Athena und benannte das Schiff in Francop um. Der als Anisia bestellte Neubau erhielt nachträglich den Namen Italia.
Die Kiellegung aller acht Einheiten erfolgte im Jahr 2002. Das Typschiff der Serie ist die Tina mit der Baunummer 1159, die am 24. April 2003 als Gotland abgeliefert wurde. Bis zum 1. August 2003 stellte Sietas mit der Helga, Frisia und Francop drei weitere Einheiten fertig, die ebenso wie die Gotland an Team Lines  verchartert worden waren und daher die Namen Helgaland, Öland und Tavastland erhielten. Anfangs setzte Team Lines die vier Schiffe im Liniendienst von Hamburg und Bremerhaven durch den Nord-Ostsee-Kanal ins Baltikum sowie nach Skandinavien ein. 
Die Ablieferung des fünften Schiffs, das als Avilia vom Stapel gelaufen und für fünf Jahre an die dänische Mærsk Line verchartert worden war, erfolgte am 3. September 2003 mit dem Namen Maersk Falsterbo. Die im Oktober 2003 fertiggestellten Schiffe Astra und Anisia wurden als CMA CGM Tatiana für die französische Reederei CMA CGM beziehungsweise als OOCL Norppa für die Hongkonger Orient Overseas Container Line (OOCL) in Fahrt gebracht. Das letzte Schiff der Baureihe ist die am 18. Dezember 2003 abgelieferte Aura, 2010 in Fenja umbenannt.

## Francop-Zwischenfall

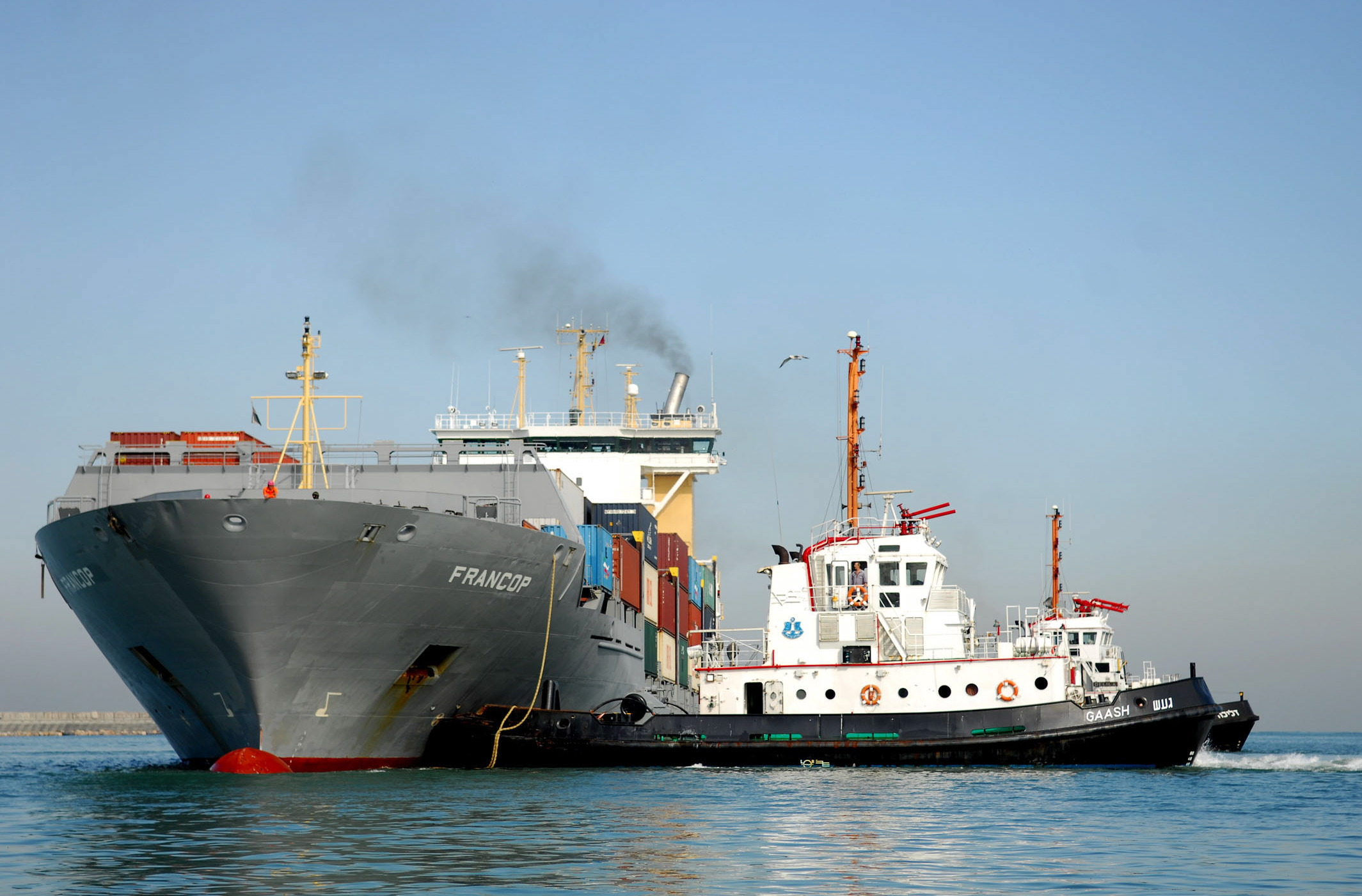
Die Francop am 4. November 2009 im Hafen von Ashdod

In der Nacht auf den 4. November 2009 wurde die Francop (ex. Tavastland) im östlichen Mittelmeer rund 180 Kilometer südlich von Zypern und etwa 160 Kilometer vor der israelischen Küste von israelischen Spezialkräften gestoppt. Das Schiff befand sich auf der Fahrt von Damiette (Ägypten) nach Limassol (Zypern). Im Anschluss sollte die syrische Hafenstadt Latakia angelaufen werden. 
Noch auf See wurden einige Container geöffnet, wobei verschiedene Arten von Waffen gefunden wurden. Israelische Marineeinheiten eskortierten die Francop daraufhin in den Hafen von Aschdod (Israel), wo eine genauere Durchsuchung der Container erfolgte. Insgesamt wurden 320 Tonnen Kriegsmaterial beschlagnahmt, darunter Katjuscha-Raketen und Mörsergranaten. Die 36 Container stammten aus dem Iran und waren in Ägypten an Bord der Francop geladen worden. Die Rüstungsgüter sollten wahrscheinlich über Syrien an die Hisbollah geliefert werden. Die israelischen Streitkräfte sahen es als gesichert an, dass weder die Besatzung der Francop noch die Reederei wusste, was sich tatsächlich in den Containern befand. Der Waffenfund war der bis dahin größte seiner Art in Israel.

## Technik

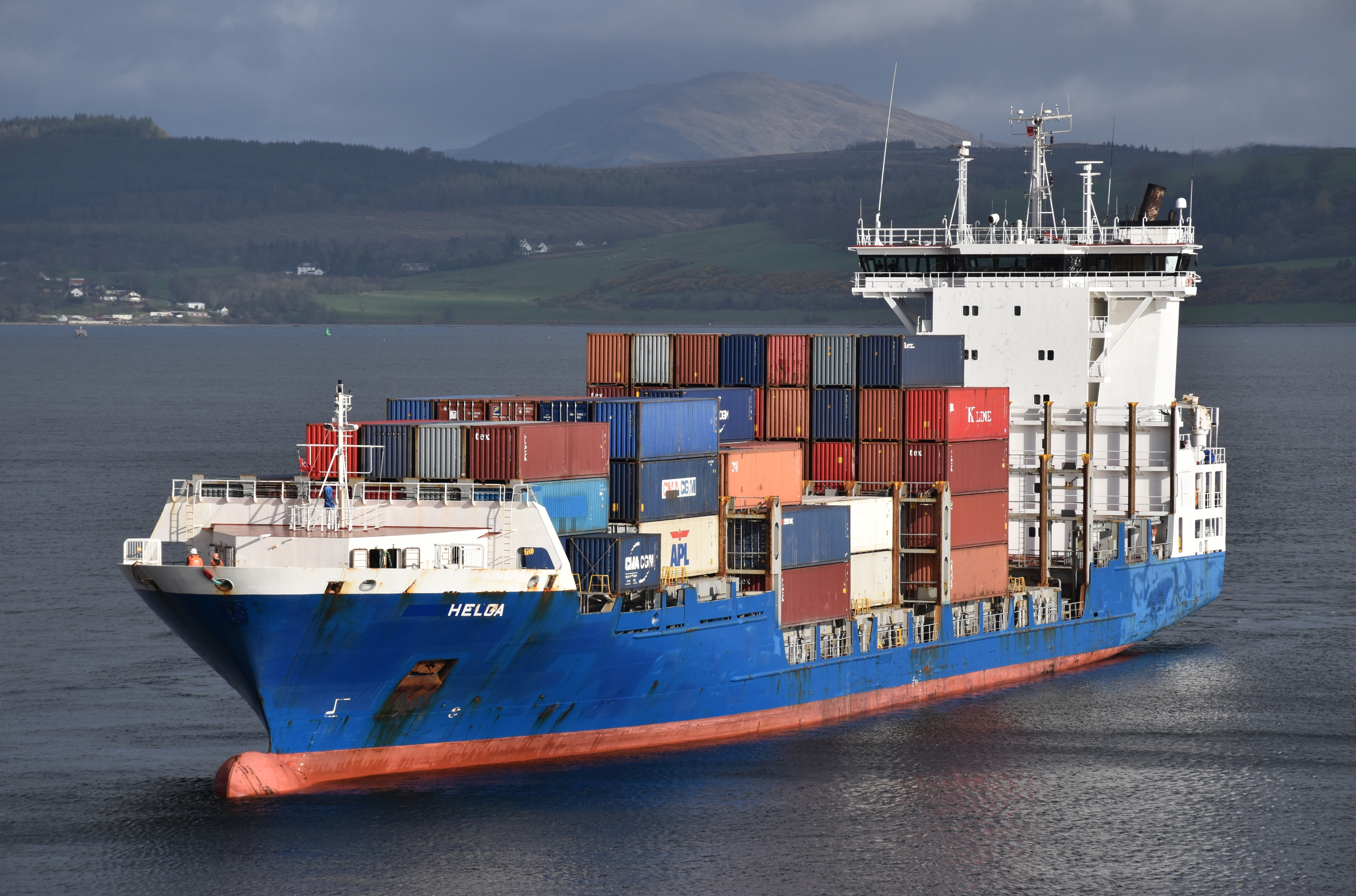
Die Helga im Hafen von Greenock

Im Gegensatz zu den parallel gefertigten Open-Top-Containerschiffen des Typs 168 besitzt der Typ 172 vier kastenförmige Laderäume mit Lukendeckel. Zur Gewichtsersparnis sind die Bordwände mittschiffs relativ niedrig ausgeführt. Das Vorschiff ist mit Ausnahme eines geschlossenen Bereichs für die Ankerwinden weitgehend offen ausgelegt. Die Rümpfe sind eisverstärkt und wurden in Sektionsbauweise zusammengefügt. Alle acht Schiffe sind für eine Eisdicke von bis zu 80 Zentimeter klassifiziert (Eisklasse E3). Innerhalb der Baureihe werden keine Untertypen unterschieden.
Der Typ 172 kann bis zu 822 20-Fuß-Standardcontainer (TEU) beziehungsweise alternativ maximal 378 40-Fuß-Container (FEU) plus 66 TEU befördern. Die Laderäume besitzen einen Rauminhalt von 11.224 m³ und eine Kapazität von 226 TEU, weitere 596 TEU können an Deck gestaut werden. Die Tragfähigkeit der Schiffe beträgt 8.695 dwt. Bei einem Durchschnittsgewicht von 14 t je Container können aus Stabilitätsgründen maximal 536 TEU geladen werden.
Die Lukendeckel der Laderäume 1 und 2 sind für eine Traglast von 50 t (TEU) bzw. von 80 t (FEU) je Containerstapel ausgelegt, die der Luken 3 und 4 für 60 t (TEU) bzw. 90 t (FEU) je Stapel. Die Tankdecke der Laderäume 1 und 2 können von 96 t je Containerstapel (TEU) bzw. mit 136 t (FEU) belastet werden, die Tankdecke der Laderäume 3 und 4 von 90 t (TEU) bzw. 100 t (FEU). Alle vier Laderäume sind mit Cellguides ausgerüstet. An Deck sind teilweise Cellguides vorhanden, die bis zur dritten Lage reichen. An Bord befinden sich Anschlüsse für 150 Kühlcontainer, davon 50 in den Laderäumen. Der Typ 172 ist zum Transport von Containern mit Sondermaßen (30- und 45-Fuß) geeignet.
Alle acht Schiffe werden von einem 8400 kW leistenden MaK-9M43-Dieselmotor des Kieler Herstellers Caterpillar Motoren angetrieben, der über ein Untersetzungsgetriebe auf einen Verstellpropeller wirkt. Für An- und Ablegemanöver besitzen sie ein elektrisch angetriebenes Bugstrahlruder mit 750 kW Leistung. Für die Stromerzeugung an Bord stehen ein Wellengenerator sowie zwei Caterpillar-Dieselgeneratoren zur Verfügung. Zusätzlich wurde ein Notgenerator verbaut.

## Die Schiffe
| Sietas Typ 172 | Sietas Typ 172 | Sietas Typ 172 | Sietas Typ 172                    | Sietas Typ 172                                   | Sietas Typ 172                                                                                     |
| Bauname        | Bau- nummer    | IMO- Nummer    | Kiellegung Stapellauf Ablieferung | Auftraggeber                                     | Umbenennungen und Verbleib                                                                         |
| -------------- | -------------- | -------------- | --------------------------------- | ------------------------------------------------ | -------------------------------------------------------------------------------------------------- |
| Tina           | 1159           | 9277383        | 10.06.2002 06.01.2003 24.04.2003  | Holwerda Shipmanagement, Heerenveen, Niederlande | abgeliefert als Gotland, 2011 Tina, so 2024 in Fahrt                                               |
| Helga          | 1160           | 9277395        | 10.06.2002 27.01.2003 22.05.2003  | Petra Heinrich, Jork                             | abgeliefert als Helgaland, 2013 Page Akia, 2017 Helga, 2021 Candelaria B, so 2024 in Fahrt         |
| Frisia         | 1165           | 9277400        | 11.06.2002 29.04.2003 25.06.2003  | Danz & Tietjens, Burg/Dithmarschen               | abgeliefert als Öland, 2022 Macarena B, so 2024 in Fahrt                                           |
| Francop        | 1166           | 9277412        | 11.07.2002 21.05.2003 01.08.2003  | Gerd Bartels, Neu Wulmstorf                      | abgeliefert als Travastland, 2006 Francop, 2019 Fesco Moneron, so 2024 in Fahrt                    |
| Avilia         | 1215           | 9287687        | 17.06.2002 30.04.2003 03.09.2003  | Peter Döhle, Hamburg                             | abgeliefert als Maersk Falsterbo, 2008 Annamarie, 2023 Santuca B, so 2024 in Fahrt                 |
| Astra          | 1216           | 9287699        | 17.06.2002 23.05.2003 02.10.2003  | Peter Döhle, Hamburg                             | abgeliefert als CMA CGM Tatiana, 2005 Velazquez, 2009 India, 2019 Fesco Magadan, so 2024 in Fahrt  |
| Italia         | 1217           | 9287704        | 20.06.2002 06.09.2003 31.10.2003  | Peter Döhle, Hamburg                             | abgeliefert als OOCL Norppa, 2004 Götaland, 2011 Lisa, 2020 Lisa D, 2021 RS Lisa, so 2024 in Fahrt |
| Aura           | 1218           | 9287716        | 20.06.2002 25.10.2003 18.12.2003  | Peter Döhle, Hamburg                             | 2010 Fenja, so 2024 in Fahrt                                                                       |